# Cantoña (Paderne de Allariz)
Cantoña (llamada oficialmente San Mamede de Cantoña) es una parroquia y un lugar del municipio español de Paderne de Allariz, en la provincia de Orense, Galicia.

## Toponimia
La parroquia también es conocida por el nombre de San Mamed de Cantoña.

## Organización territorial
La parroquia está formada por cuatro entidades de población, constando dos de ellas en el nomenclátor del Instituto Nacional de Estadística español:
- Cacirmeiro
- Cantoña
- El Barrio (O Barrio)
- Veirada (A Beirada)

## Demografía

### Parroquia
| Gráfica de evolución demográfica de Cantoña (parroquia) entre 2000 y 2023 |
|                                                                           |
| Datos según el nomenclátor publicado por el INE.                          |

### Lugar
| Gráfica de evolución demográfica de Cantoña (lugar) entre 2000 y 2023 |
|                                                                       |
| Datos según el nomenclátor publicado por el INE.                      |